# Der Tod des unheimlichen Hulk
Der Tod des unheimlichen Hulk (Originaltitel: The Death of the Incredible Hulk) ist ein US-amerikanischer Fernsehfilm aus dem Jahr 1990. Er ist nach Die Rückkehr des unheimlichen Hulk (1988) und Der unheimliche Hulk vor Gericht (1989) der dritte Fernsehfilm, der der Fernsehserie Der unglaubliche Hulk folgte. Die Grundlage bildete die Marvel-Comicfigur Hulk, in die sich der Wissenschaftler Dr. David Banner (in anderen Verfilmungen Bruce Banner) verwandelt, wenn er in Wut gerät.

## Handlung
Der Wissenschaftler Dr. David Banner ist seit mittlerweile 13 Jahren auf der Suche nach einer Heilmethode gegen seine ständigen Verwandlungen in den Hulk. Nun ist David der vielen Verwandlungen und Fehlschläge allmählich müde geworden. Dennoch hat er sich erneut bei einer Firma, die mit Gamma Experimenten forscht, einstellen lassen. Dort unterstützt er getarnt als etwas unterbelichteter Hausmeister heimnlich den Leiter Dr. Ronald Pratt bei dessen Forschungen, in der Hoffnung, dessen Experimente zur Heilung nutzen zu können. Um an den Formeln ungestört arbeiten zu können, gibt er sich jedes Mal schusselig und „vergisst“ beim Verlassen des Gebäudes immer etwas. Wodurch er sich in Pratts Labor schleichen kann, um dort zu arbeiten. Dieser wundert sich bei jedem Arbeitsbeginn auch, wieso sich seine Formeln von alleine lösen. Nachdem David wieder einmal an den Formeln gearbeitet hat, beschließt er, seinen Feierabend im Kino zu verbringen. Nachdem er Geld abgeholt hat, wird er von einem Jugendlichen in einen Hinterhalt gelockt und von weiteren Jugendlichen angegriffen, die ihn berauben wollen. Dadurch lösen sie die Verwandlung in den Hulk aus, welcher wiederum die Bande verjagt und dann selbst flüchtet.
Derweil plant ein Verbrecher namens Voshenko, Pratts Forschungen gewinnbringend zu Verkaufen. Er setzt die schöne Spionin Jasmine und ihren Partner Tom auf Pratt an. Damit Jasmine ihren Auftrag auch wirklich ausführt, lässt Voshenko deren Schwester Bella entführen. Sie macht sich in einer Bar verkleidet an einen Wachmann des Labors heran, in dem Pratt und David arbeiten, um an dessen Fingerabdrücke zu kommen. Gleichzeitig beschließt Pratt, herauszufinden, wer seine Forschungen heimlich vorantreibt und begibt such auf die Lauer im Labor. Tatsächlich gelingt es ihm David zu stellen. Diesem bleibt nichts anderes übrig, als seine wahre Identität preiszugeben, um zu vermeiden, dass Pratt die Polizei alarmiert. Der erinnert sich schließlich an ihn. David erzählt Pratt seine Geschichte und wie es einst zu dem Unfall kam der den Hulk in ihm erschuf. Daraufhin entschließt sich der ältere Wissenschaftler, David von seiner Last zu befreien und verspricht ihm seine Hilfe. Da er aber einen Ansatzpunkt zur Erforschung braucht, soll sich David bewusst verwandeln. Diesem behagt es gar nicht, hat er doch Angst, den Pratts (Dessen Frau Amy ist auch Wissenschaftlerin) etwas als Hulk anzutun. Doch Pratt hat vorgesorgt. Ein starkes Kraftfeld soll den Hulk daran hindern, auszubrechen. Mit künstlichen Stromstößen wird der Hulk geweckt (Dabei erinnert sich David an seine erste Verwandlung) und Amy dokumentiert dies, sowohl mit Erstaunen, als auch mit Entsetzen. Schließlich wird der Hulk betäubt und er verwandelt sich zurück in David. Als die Pratts David die Verwandlung zeigen, ist er geschockt, sieht er sie doch zum ersten (und einzigen) Mal aus seiner Perspektive.
Während David und die Pratts, die ihn sogar ins Herz geschlossen haben, nun die Heilung vorbereiten, wird Jasmine bei sich Zuhause von Voshenkos rechter Hand Kasha überrumpelt. Der ihr mit ihrer entführten Schwester Bella als Druckmittel deutlich macht, wie wichtig der Auftrag sei. Daraufhin verkleidet sie sich am nächsten Morgen erneut, um der anderen Wache des Instituts, Betty, die Uniform zu stehlen, was auch gelingt. Am Abend ist es soweit. David wird auf einen Stuhl geschnallt und Pratt startet das Programm, welches die verstrahlte DNA in David’s Körper reparieren soll. Leider hat sich Jasmine einen ungünstigen Moment für ihren Raubzug ausgesucht. Sie betäubt die Wache Betty und dringt in deren Gestalt ins Labor ein. Dies bemerkt Pratt und will sie zur Rede stellen. Als Jasmine sich ungewollt zur Wehr setzt, stürzt Pratt und bleibt bewusstlos liegen. David, der sich über den Abbruch ärgert, versucht sich zu befreien und verwandelt sich wieder in den Hulk. Er kann Jasmine zunächst stellen, die Pratt das Leben rettet, jedoch kann sie entkommen als weitere Wachen erscheinen. Der Hulk flieht ebenfalls aus dem Labor und verwandelt sich wieder zurück. Da der Hulk gesehen wurde, weiß David, dass er nun wieder verschwinden muss. Er verabschiedet sich von Amy, die Verständnis für seine Lage hat und ihn darüber aufklärt, dass Pratt im Koma liegt. Auf der Flucht gerät David jedoch ins Visier von Voshenkos Leuten, da Pratt ihnen derzeit nichts nützt, sie aber von David und seiner Mitarbeit erfahren haben. Er kann in einen nahegelegenen Supermarkt entkommen, wo auch Jasmine und Tom auftauchen, die nun David entführen sollen. Jedoch erweist sich dies auch für die beiden als Fälle, denn Voshenko toleriert keine Fehler (Jasmine konnte wegen des Hulk die erforderlichen Disketten nicht stehlen) und will Jasmine eliminieren lassen. Tom rettet ihr aber das Leben, indem er sich selbst opfert. Allerdings wird auch Jasmine von einer Kugel getroffen, kann aber entkommen und wird von David in eine Waldhütte in Sicherheit gebracht. Er entfernt die Kugel und pflegt sie Gesund. Dabei verliebt er sich in sie.
Als Jasmine sich erholt, weiht er sie in sein Geheimnis ein, als sie ihm sagt, dass sie nun auch verschwinden muss, wenn sie überleben will. Am nächsten Morgen will David tatsächlich weiterziehen, wird jedoch von Jasmine zunächst überredet, Pratt zu helfen, damit dieser das Experiment wiederholen kann. Sie begeben sich mit Jasmines Verkleidungstricks ins Krankenhaus und gelangen so in Pratts Zimmer. Dort gelingt es David mit einer kleinen List, diesen aus dem Koma zu wecken. Anschließend verschwinden David und Jasmine unerkannt wieder aus dem Krankenhaus. Leider hat Voshenko herausgefunden, dass Jasmine noch lebt, und mit David bei Pratt war. Auf diese Weise erfahren sie auch, das Pratt nun wieder bei Bewusstsein ist. Sie entschließt sich, nun den älteren Wissenschaftler selbst zu entführen und außer Landes zu bringen, und David und Jasmine endgültig zu eliminieren. Kurz nach verlassen des Geländes werden die beiden von Voshenkos Handlanger unter Zeds Führung angegriffen, und David verwandelt sich dadurch erneut, und schlägt als Hulk die Verbrecher in die Flucht. Jasmine begibt sich wieder zur Hütte im Wald und wartet auf David, der abends tatsächlich nach seiner Rückverwandlung wieder auftaucht. Sie kommen sich näher und schlafen miteinander.
Am nächsten Morgen beschließen die beiden, zusammen zu verschwinden. Jedoch erfahren sie, dass die Pratts inzwischen entführt worden sind, als man sie in ein anderes Krankenhaus transportieren wollte. David hat das Gefühl, das er den Pratts etwas schuldig ist, weil diese ihm helfen wollten. Er überredet Jasmine, diese zuerst noch zu retten. Um herauszufinden, wo sie versteckt werden, tarnen sich die beiden als Milliadärspärchen und erfahren so von einem in einem Autohaus arbeitenden Handlanger Voshenkos den Aufenthaltsort der Pratts. Am Abend schleichen sie sich schließlich auf ein leerstehendes Fluggelände und entdecken tatsächlich das Ehepaar. Während David ein Ablenkungsmanöver startet, um die Pratts zu retten, will Jasmine verhindern, dass die Gangster entkommen, zumal sie noch eine Rechnung mit ihnen offen hat. Jedoch wird sie von Kasha und Zed entdeckt und auch Voshenko erscheint: Es ist in Wahrheit Jasmines Schwester Bella. Sie ist der Kopf der Bande und bereit, sogar ihre eigene Schwester für ihre Ziele zu opfern. Die Eliminierung Jasmines soll Zed durchführen. Plötzlich taucht auch die von ihr und David vorsorglich informierte Polizei auf, und es kommt zu einem Feuergefecht zwischen Polizei und Gangster. Jasmine gelingt es, sich von Zed zu befreien. Dieser begibt sich mit Voshenko an Bord eines kleinen Flugzeugs, jedoch ohne Kasha, der von Voshenko niedergeschossen wird. Das Flugzeug startet und Zed versucht die flüchtende Jasmine zu überrollen, die er auf dem Flugfeld entdeckt. David bekommt dies mit und läuft auf das Flugzeug zu, nachdem er die Pratts befreit hat. Die Verwandlung setzt ein, und der Hulk erreicht das startende Flugzeug und hebt als Hulk unfreiwillig mit ab. In extremer Höhe kommt es zum Showdown. Dem Hulk gelingt es, an Bord zu klettern. Das Unterfangen endet leider tragisch, als Voshenko versucht, ihn zu erschießen und dabei den Benzintank trifft. Das Flugzeug explodiert und schleudert den Hulk heraus. Er stürzt in die Tiefe und prallt auf dem Boden auf. Schwer verletzt verwandelt er sich, Hände haltend mit Jasmine, ein letztes Mal wieder in David zurück. Er sieht Jasmine an und mit den Worten „Ich bin frei“ stirbt er.

## Kritiken
„Anspruchs- und belanglose Unterhaltungskost in routinierten Mustern.“

„Zum Schnarchen langweilige US-TV-Kost für Freunde des Belanglosen.“